# Йоганн Ердманн
Йоганн Едуард Ердманн (нім. Johann Eduard Erdmann; 1805—1892) — пастор, письменник-філософ.
Народився в 1805 році в Вольмарі, Ліфляндської губернії, де батько його був пастором. Вищу богословську освіту Ердман отримав в Дерптському та Берлінському університетах і після повернення на батьківщину зайняв посаду свого батька. Не вдовольняючись, однак, скромною діяльністю провінційного пастора, Ердманн в 1832 році відмовився від займаної ним посади і перебрався до Берліна. Тут незабаром почалася його науково-філософська робота, що реалізувалася в цілому ряді друкованих праць, з яких, крім збірника проповідей («Rechenschaft von unserem Glauben»), прикладеному до твору «Ueber den Organismus der Predigt», був нарис історії новітньої філософії в 5-ти томах — «Versuch einer wissenschaftlichen Darstellung der Geschichte der neuern Philosophie» (Лейпциг, 1834—1851 рр.). У 1839 р Ердманн був обраний професором філософії в університеті Галле. З наукових робіт його цього періоду з філософії та психології відомі: «Natur und Schöpfung» (Лейпциг, 1841 г.), «Leib und Seele» (Галле, 1841 г.), «Grundriss der Psychologie» (третє видання, Лейпциг, 1847 р), «Grundriss der Metaphysik» (третє видання, Лейпциг 1848 г.), «Vermischte Aufsätze» (Лейпциг 1847 г.), «Psychologische Briefe» (Лейпциг, 1851), «Ueber Lachen und Weinen» (1850 г.) і «Ueber die Langeweile» (1852 г.) та ін. У розвитку своєї філософської думки Ердманн був послідовником Гегеля.
Помер Ердманн в 1892 р.

## Вибрані праці
- A History of Philosophy Vol. 1 Ancient and Mediæval Philosophy (1893)
- A History of Philosophy Vol. 2 Modern Philosophy (1897)
- A History of Philosophy Vol. 3 German Philosophy Since Hegel (1890)
- Outlines of Logic and Metaphysics (1896)